# Federico Halbherr
Federico Halbherr, född den 15 februari 1857 i Rovereto nel Trentino i Sydtyrolen, död den 17 juli 1930 i Rom, var en italiensk arkeolog.
Halbherr, som var professor i grekisk epigrafik vid universitetet i Rom, ägnade forskningar huvudsakligen åt fördämningarna på Kreta. I förening med Ernst Fabricius upptäckte och utgrävde han (1884) den stora laginskriften i Gortyn. De följande åren var han verksam som deltagare och ledare av arkeologiska utgrävningar på flera punkter av ön, bland annat i den berömda Zeus-grottan vid Dikti och framför allt vid Faistos. Åren 1910–1911 stod han i spetsen för en arkeologisk expedition till Tripolis. För sina forskningar redogjorde han mestadels i arkeologiska tidskrifter. I förening med Paolo Orsi utgav han Antichità dell'antro di Zeus Ideo e di altre località in Creta (1888).